# Pasquale Maietta
Pasquale Maietta (Grottaglie, 4 agosto 1971) è un ex politico e dirigente sportivo italiano.

## Biografia
È nato a Grottaglie, ma vive a Latina. Laureato in economia e commercio; è commercialista a Latina.

### Attività politica
Dal 2007 al 2010 è stato consigliere comunale a Latina, nelle liste di Alleanza Nazionale.
Rieletto nuovamente nel 2011 con il Popolo della Libertà, a settembre dello stesso anno diviene assessore al Bilancio, carica che mantiene sino al 21 gennaio 2014, data in cui presenta le dimissioni il sindaco Giovanni Di Giorgi.

#### Elezione a deputato
Nel dicembre del 2012 abbandona il PdL per aderire a Fratelli d'Italia.
Alle elezioni politiche del febbraio 2013 è candidato alla Camera dei Deputati, nella circoscrizione Lazio 2, nelle liste di Fratelli d'Italia (in terza posizione), venendo eletto deputato della XVII Legislatura per via della rinuncia di Giorgia Meloni e di Fabio Rampelli (che optano per un'altra circoscrizione).
Alle elezioni europee del 2014 viene candidato al Parlamento europeo, tra le liste di Fratelli d'Italia - Alleanza Nazionale nella circoscrizione Italia centrale (che raccoglie i collegi di Lazio, Toscana, Marche e Umbria), ma con 9.699 preferenze e il 3,7% del partito non viene eletto.
Il 13 giugno 2014 diventa presidente dell'U.S. Latina Calcio con il 50% delle quote, dopo esserne stato vice presidente dal 2007. Il 18 novembre 2016 si dimette da presidente per problemi giudiziari.
Sempre nel 2016 viene invitato ad autosospendersi dal partito, da cui successivamente viene definitivamente espulso
Non si ricandiderà più in Parlamento nel 2018.

## Procedimenti giudiziari
A gennaio 2015 è iscritto nel registro degli indagati per la cosiddetta variante Malvaso; ad ottobre dello stesso anno risulta iscritto nel registro degli indagati nell'operazione che si è conclusa con 24 arresti e un sequestro preventivo per 12 milioni di euro. Il politico è accusato dalla Procura di Latina di violenza privata insieme a Costantino “Cha Cha” Di Silvio, ritenuto ai vertici dell'organizzazione criminale legata ai Casamonica di Roma.
Nel novembre del 2016 la procura di Latina richiede alla giunta per le autorizzazioni della Camera dei Deputati l'arresto del deputato Maietta nell'ambito dell'inchiesta "Olimpia" riguardante la gestione degli appalti e dei fondi del comune di Latina. Pochi giorni dopo risulta indagato, insieme ai precedenti vertici dell'U.S. Latina Calcio, anche nell'ambito dell'Operazione "Starter" della Guardia di Finanza e gli vengono sequestrati beni mobili ed immobili per illeciti finanziari legati alla gestione dello stesso club calcistico.
Il 16 aprile 2018 viene arrestato insieme ad altre 12 persone nell'ambito dell'operazione "Arpalo", in quanto ritenuto il vertice di un'associazione a delinquere finalizzata al riciclaggio aggravato, al trasferimento fraudolento di valori, alla bancarotta fraudolenta e a reati tributari e societari